# Земская почта Харьковского уезда
Зе́мская по́чта Ха́рьковского уе́зда — земская почта, организованная земской управой Харьковского уезда Харьковской губернии. Существовала с 1870 года. В уезде выпускались собственные земские марки.

## История почты
В ноябре 1868 года земской управой был утверждён Устав Харьковской земской почты.
Харьковская уездная земская почта была открыта 1 января 1870 года. Приём и отправка простых частных почтовых отправлений был начат с 1 июля 1870 года. Почтовые отправления доставлялись из уездного центра (города Харькова) в волостные правления по четырём земским почтовым трактам — Золочевскому, Ольшанскому, Мерефянскому и Липецкому. Расположенные в стороне от трактов волостные правления получали и принимали почтовые отправления через своих рассыльных.
Пересылка частных почтовых отправлений была платной и оплачивалась земскими почтовыми марками. Согласно Уставу земской почты тариф на пересылку почтовых отправлений (франко) из деревни в уезд и на их доставку (порто) по земской почте из уезда в деревню был одинаковым, равняясь 5 копейкам. У некоторых лиц (например, у священников всех конфессий) были льготы, и они не платили за получение почтовых отправлений. 
С 1904 года частные почтовые отправления стали доставляться бесплатно.

## Выпуски марок

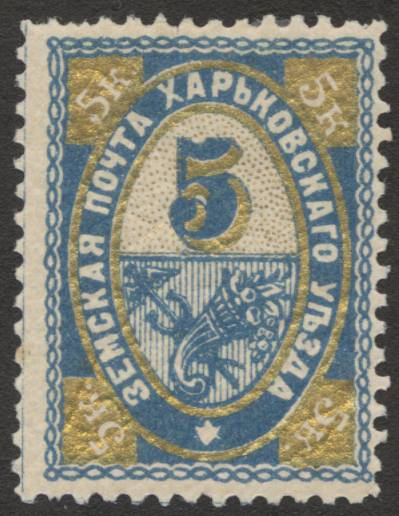
Земская марка Харьковского уезда, 1896—1898 гг.

Введённые в 1870 году земские почтовые марки Харьковского уезда были номиналом 5 копеек и двух цветов: красного цвета — «оплаченные», синего цвета — «долговые». Согласно Уставу земской почты красные марки были действительны только по наличии на них оттиска контрольного штемпеля, тогда как синие (голубые) марки были без оттиска контрольного штемпеля и использовались только в управе. При получении с рассыльным почтового отправления с синей маркой получатель платил 5 копеек за каждое почтовое отправление рассыльному (чем впоследствии воспользовались филателисты, рассылая письма несуществующим адресатам: письмо возвращалось отправителю с наклеенной и погашенной, но не оплаченной несуществующим получателем синей маркой). Первый выпуск был напечатан в частной типографии М. Зильберберга и разослан по слободам.
На рисунке всех марок изображён герб Харьковского уезда. На большинстве марок стоит оттиск прямоугольного контрольного штампа с надписью «Хар. уез. зем. упр.».

## Гашение марок
Гашение марок осуществлялось чернилами и штемпелями круглой формы.